# Черепанов, Владимир Иванович
Владимир Иванович Черепанов (1929—2005) — советский и российский учёный и педагог в области теоретической физики, организатор науки, доктор физико-математических наук (1971), профессор (1973), соросовский профессор (1994), почётный профессор УрГУ (1998).

## Биография
Родился 21 января 1929 года в селе Знаменское Ирбитского района Уральской области.
С 1946 по 1951 годы проходил обучение на физико-математическом факультете Уральского государственного университета. С 1951 по 1954 годы обучался в аспирантуре при Уральском государственном университете.
С 1954 года начал свою педагогическую деятельность на физико-математическом факультете Уральского государственного университета: с 1954 по 1974 годы работал в должностях ассистента, старшего преподавателя, доцента и профессора кафедры оптики полупроводников и радиоспектроскопии, с 1974 по 1984 годы — заведующий кафедрой оптики полупроводников и радиоспектроскопии. С 1984 по 1989 годы — заведующий кафедрой теоретической физики физико-математического факультета, был разработчиком специальных курсов по вопросам физики сегнетоэлектриков, теории групп, спектроскопии твёрдого тела и симметрии кристаллов.
Помимо основной деятельности В. И. Черепанов являлся: членом Уральской комиссии по спектроскопии УрО РАН, членом Учёного совета Института физики металлов УрО РАН, членом Комиссии по квантовой химии неорганических соединений Научного совета по неорганической химии Академии наук СССР. Являлся руководителем Комиссии по присуждению учёных степеней по физическим наукам Учёного совета УрГУ. Являлся автором более ста двадцати научных работ и несколько монографий и авторских свидетельств на изобретения.
В 1956 году В. И. Черепанов защитил диссертацию на соискание учёной степени — кандидата физико-математических наук по теме: «Исследование по многоэлектронной теории оптических свойств атомных полупроводников», в 1971 году — доктора физико-математических наук по теме: «Симметрия и спектры парамагнитных примесных комплексов». В 1973 году В. И. Черепанову было присвоено учёное звание — профессора. В 1994 году В. И. Черепанову было присвоено звание — соросовский профессор, в 1998 году почётное звание — почётный профессор Уральского государственного университета.
Скончался 10 мая 2005 года в Екатеринбурге. Похоронен на Сибирском кладбище.

## Научные исследования
Основной источник:
- В. И. Черепанов являлся разработчиком научных исследований в области развития новых методик классификации расчёта оптических и резонансных спектров примесных ионов и термов, в последующем благодаря этим научным исследованиям были начаты работы в Уральском государственном университете по теоретической спектроскопии;
- В. И. Черепанов являлся одним из разработчиков теории квадрупольного экситонного поглощения света в кубических кристаллах;
- В. И. Черепановым были установлены и предсказаны закономерности эффекта возгорания квадрупольных линий в экситонном спектре кубических кристаллов при воздействии внешнего электрического поля, впоследствии они нашли экспериментальное подтверждение зарубежными учёными.

## Основные труды
Основной источник:
- Исследование по многоэлектронной теории оптических свойств атомных полупроводников / М-во высш. образования СССР. Черновиц. гос. ун-т. — Черновцы, 1956. — 14 с.
- В. И. Черепанов, С. В. Вонсовский, А. Н. Мень, А. Е. Никифоров. Теоретико-групповая классификация состояний пары обменносвязанных ионов в кристалле // Доклад АН СССР. — № 6. — 1966. — С.1288-1289.
- В. И. Черепанов, С. В. Вонсовский, А. Н. Мень, А. Е. Никифоров. Теоретико-групповая классификация состояний пар и комплексов примесных парамагнитных ионов в кристаллах // Доклад АН СССР. — № 4. — 1967. — С.783-786.
- Теория кристаллического поля и оптические спектры примесных ионов с незаполненной d-оболочкой / С. В. Вонсовский, С. В. Грум-Гржимайло, В. И. Черепанов и др. — М.: Наука, 1969. — 179 с.
- В. И. Черепанов. Метод параметризации теории возмущений для систем с SR-симметрией / Доклад АН СССР. — № 4. — 1969. — С.820-823.
- Симметрия и спектры парамагнитных примесных комплексов / В. И. Черепанов. — Свердловск, 1970. — 304 с.
- В. И. Черепанов, Б. А. Мень, А. Н. Мень. Идентификация повторяющихся представлений в конечных группах методом последовательного спуска // Доклад АН СССР. — № 5. — 1972. — С.1085-1087.
- В. И. Черепанов, Б. А. Мень, А. Н. Мень. Теоретико-групповая классификация повторяющихся представлений в квантово-механических задачах с симметрией точечных групп // Доклад АН СССР. — № 4. — 1972. — С.776-778.
- В. И. Черепанов, Б. А. Мень, А. Н. Мень. Использование операции плетизма для классификации разрешенных термов примесных комплексов в кристалле // Доклад АН СССР. — № 2. — 1973. — С.333-335.
- Спектроскопия обменно-связанных комплексов в ионных кристаллах / В. Я. Митрофанов, А. Е. Никифоров, В. И. Черепанов; Отв. ред. А. Н. Мень. — М.: Наука, 1985. — 144 с.
- Методы теории групп в задачах квантовой механики: Точеч. группы симметрии / В. И. Черепанов; Урал. гос. ун-т им. А. М. Горького. — Екатеринбург: УрГУ, 1992. — 99 с. — ISBN 5-230-06674-1

## Награды
- Медаль «За доблестный труд в Великой Отечественной войне 1941—1945 гг.»[1]

### Премии
- Премия УрГУ за лучшие научные работы (1962, 1982)